# فيليكس فيشر
فيليكس فيشر (بالألمانية: Felix Fischer)‏ (و. 1983  م) هو لاعب كرة طائرة، من ألمانيا، ولد في برلين، يلعب كليبرو ‏.